# Împăratul Sakuramachi
Împăratul Sakuramachi (japoneză 桜町天皇; 8 februarie 1720 - 28 mai 1750) a fost al 115-lea împărat al Japoniei,   potrivit ordinii tradiționale de succesiune.
Domnia lui Sakuramachi s-a întins din 1735 până în 1747.